# Egyházi anyakönyv
Az egyházi anyakönyvek olyan egyházi jegyzékek, amelyekben a kereszteléseket, házasságkötéseket, bérmálásokat, temetéseket tartják nyilván, jellemzően időrendben.

## Története

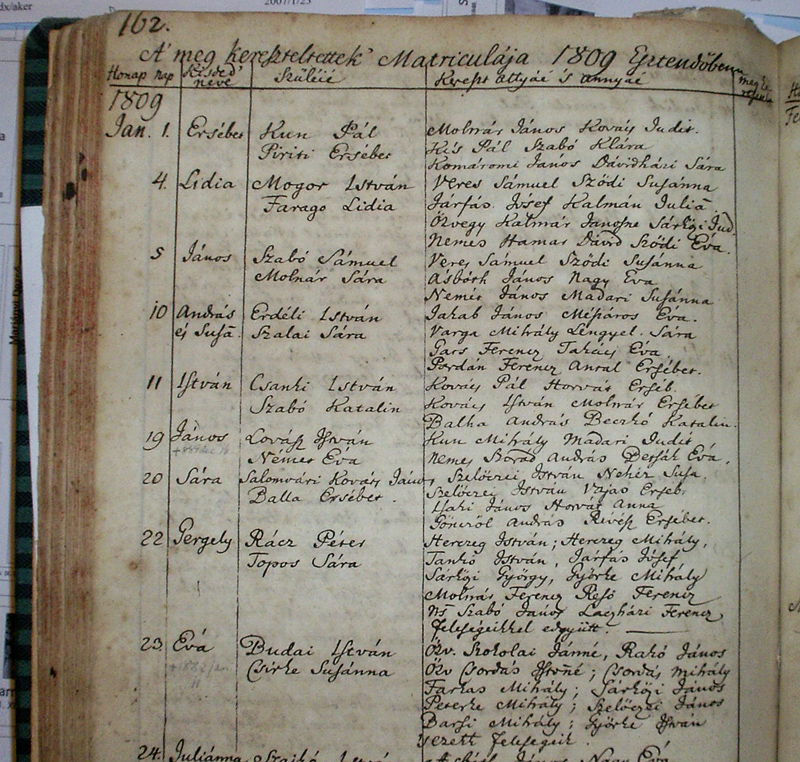
Egyházi anyakönyv egy lapja

A rendszeres anyakönyvezést 1563-ban a tridenti zsinaton rendelte el IV. Pius pápa. Hazánkban a római katolikus egyházban az ellenreformáció kezdetén tartott 1611. évi nagyszombati zsinat intézkedett az anyakönyvek vezetéséről. Szórványos anyakönyvezés itt-ott előfordult ezelőtt az időpont előtt is.
A nagy változás 1625-ben következett be, amikor Pázmány Péter esztergomi érsek az V. Pál pápa által kiadott Rituale Romanumot az egész országban kötelezővé tette. A Rituale Romanum ötféle előjegyzést vezetett be: a keresztelési, házassági és halálozási anyakönyvek mellett külön a bérmálási anyakönyvet, valamint az ún. Status Animarumot, amely a húsvéti áldozás időpontjában az egész lakosságot tartalmazta háztartások, illetve családok szerint. A 17. század folyamán a Rituale Romanumot három további kiadásban (1656, 1672, 1692) jelentették meg. A folyamatos és általános érvényű anyakönyvezés a történelmi Magyarországon (az északi megyék kivételével) csak a törökök kiűzése után kezdődhetett el.
A protestáns egyházaknál az anyakönyvek vezetésének teljes körű jogát 1785-ben adta meg II. József. De több helységben már ennél az időpontnál korábban megkezdték az anyakönyvezést.